# Colletes wacki
Colletes wacki är en biart som beskrevs av Kuhlmann 2002. Colletes wacki ingår i släktet sidenbin, och familjen korttungebin. Inga underarter finns listade i Catalogue of Life.